# 王閏之
王閏之（1048年3月5日—1093年9月4日），字季璋，北宋眉州青神（今四川省眉山市青神縣）人，鄉紳王介幼女，王弗堂妹，蘇軾之繼室，有子蘇迨、蘇過。

## 生平
宋慶曆八年戊子（1048年），閏正月初五生於眉州青神縣瑞草橋，初名二十七娘，後改名閏之，字季璋。為王介幼女，堂姊為王弗。
熙寧二年己酉（1069年），十月與眉山蘇軾結婚。十二月與夫從陸路入京，父執輩蔡褒為在紗穀行老宅種荔樹一棵。
熙寧三年庚戌（1070年），二月與夫至汴京，夫授以殿中丞直史館判官告院。冬子迨出生。
熙寧四年辛亥（1071年），在汴京。正月王荊公欲變科舉，上疑焉。二月夫上帝書。三月上萬言書，荊公黨不悅，夫乞外任避之。六月夫以太常博士直史館通判杭州。七月離京赴陳州謁張方平。九月同弟至穎州謁歐陽修。十一月二十八日到杭州。十二月臘日夫遊孤山訪二僧。
熙寧五年壬子（1072年），至杭州第二年。子蘇過生。除夕夫以通判職事直都廳，日暮返舍，有詩〈題獄壁〉。
熙寧六年癸丑（1073年），在杭州第三年。五月子迨生三年不能行，夫乃命落髮於觀音座下，辨才法師為之剃度祈福，取名竺僧，遂能行。中秋錢塘觀潮，夫有〈八月十五觀潮〉詩寫於安濟亭上。十二月夫至無錫登惠山項。除夕夜宿常州城外舟中。
熙寧七年甲寅（1074年），在杭州第四年。元旦夫過丹陽至四月公畢仍在常潤道中行役，經蘇州初遊宜興六月返杭。九月夫回杭州贖王朝雲。是月以太常博士直史館權和密州軍州事。二十日離杭經湖州蘇州京口至海州。十一月初三日到密州。
熙寧八年乙卯（1075年），在密州。正月夫作〈小兒〉詩，春旱夫祈雨常山。十一月葺超然臺、建快哉亭，夫作〈超然臺記〉、〈快哉武岡賦〉。
熙寧九年丙辰（1076年），在密州。正月夫磨勘、遷祠部員外郎。五月旱又往常山祈雨，八月十五宴超然臺作〈水調歌頭兼懷子由〉詞。十一月以祠部員外郎直史館移知河中府。十二月罷密州任過安丘，除夜大月留濰州度歲。
熙寧十年丁巳（1077年），元旦與夫自淮州經青州抵濟南。二月與弟轍相會於澶濮之間，知改知徐州同至京城至陳橋驛接廷旨，住郊外范鎮東園為蘇邁娶婦。三月初二夫應駙馬都尉王詵邀約寒食節會於四照亭。四月二十一日至徐州任所。七月十七日黃河決於澶州北流斷絕河道南徙一合南清河入淮一合北清河入海。八月二十一日水及徐州城下。九月二十一日河水上漲城牆僅三版不浸水。十月五日水退。
元豐元年戊午（1078年），在徐州。二月初四夫新建黃樓於徐州東門城上，八月十一日黃樓落成親書弟轍撰之〈黃樓賦〉刻石立碑。十二日長孫簞生。十二月夫訪知徐州西南白土鎮北有石炭。
元豐二年己未（1079年），正月徐州。三月夫徙知湖州，四月二十日到湖州任。七月二十八日夫被控文字訕謗朝廷被捕。八月十八日至京入御史臺獄。十一月三十日狀申結案。十二月三十九日獲釋出獄責授黃州團練副使。
元豐三年庚申（1080年），在黃州。正月初一夫挈長子邁出汴京二月初一至黃州寓定惠院。五月二十七日閏之與轍及家人至巴口與夫會，二十九日與夫同至黃州遷居臨皋亭。冬至日夫借天慶觀道士堂燕坐四十九日。
元豐四年辛酉（1081年），在黃州寓居臨皋亭。二月馬夢得為請舊營地幫助夫自力耕作乃闢建東坡，夫因自號東坡居士。
元豐五年壬戌（1082年），在黃州。正月武昌王殿直來謁言岳鄂鄉間溺兒壞俗，夫因書告鄂守朱壽昌請賞罰改俗成立育兒會以救濟。二月大雪紛飛中新屋落成榜日「東坡雪堂」。三月寒食日夫作〈寒食雨二首〉，是月時年二十二歲米芾因馬夢得之介初會雪堂。七月既望夫遊赤壁作〈前赤壁賦〉。九月重陽夫應徐太守宴駕舟江上深夜返作〈臨江仙〉詞，謠傳逝去。十月十五日再遊赤壁作〈後赤壁賦〉。
元豐六年癸亥（1083年），在黃州第四年。正月同鄉舉人巢穀自蜀來遊館於雪堂夫使迨過從學。四月送別徐太守。五月南堂落成夫作詩五首。九月二十七日朝雲生男名遯小名幹兒。十月十二日夫夜遊承天寺。十一月前太守徐大受喪過黃州。十二月巢穀辭返眉山。
元豐七年甲子（1084年），在黃州。二月夫由雪堂至乾明寺。三月夫量移汝州（臨汝）。四月初一日與長子邁離開黃州，夫則先行訪弟，五月底在九江與夫會合。六月九日送邁至湖口同遊石鐘山。七月經當塗至金陵，二十八日幼子遯亡。八月夫見王安石於金陵，十四日離金陵赴儀真。九月夫宜興買田購屋生風波。十月十八日還至京口渡江至揚州訪太守呂公著，至高郵會秦觀，抵山陽與其淮上飲別，歲末抵泗州。
元豐八年乙丑（1085年），正月初四夫上乞常州居住表。三月初五日神宗趙頊崩。四月初三離南都經揚州。五月二十二日至常州。六月夫告下復官朝奉郎起知登州軍州事，將行作〈蝶戀花.懷荊溪〉。十月十五日抵登州任所，二十日告下以禮部郎中召還。十一月初二離登州途經萊州青社濟南鄲州南都。十二月抵汴京，夫上奏登州所見有關國防與民生問題三狀，遷起居舍人。
元祐元年丙寅（1086年），在京城。正月夫以七品服入侍延和殿，改賜銀緋，訪歐陽棐、辯兄弟為子迨請婚棐女。三月夫奉特詔免試為中書舍人因議免議法對司馬光意見不合。十二月臺諫官朱光庭等摭拾夫召試館職語以謗先帝交相疏論自是朋黨禍起。
元祐二年丁卯（1087年），在京城。八月初一夫進兼侍讀，兄弟同侍邇英殿，四上劄子論西夏邊事。十二月夫再次主持館職試。
元祐三年戊辰（1088年），京城。正月夫權知禮部貢舉主省試。三月夫上章乞郡外放。五月初一與弟在文德殿同轉對條上三事。十月十七日復乞郡外放。
元祐四年己巳（1089年），正月至四月在京城。三月十一日夫除龍圖閣學士充浙西路兵馬鈐轄知杭州軍州事。四月下旬離京。七月初三日到杭州任。
元祐五年庚午（1090年），在杭州。正月夫自費修合藥設廠煮粥賑貧。三月於眾安橋創立「安樂坊」以治病。四月鹽橋、茅山二河堰閘興築完成，再修復六井解決軍吏民飲水問題。二十八日以工代賑開闢西湖。
元祐六年辛未（1091年），在杭州。二月二十八日夫以翰林學士奉召還，三月初九別杭州。二十三日至蘇州。五月二十四日單身抵京城。六月初一入學士院並詔兼侍讀。八月初五日以龍圖閣學士知潁州，長子邁授河間令。二十二日至潁州任。
元祐七年壬申（1092年），正月在潁州。二月夫開焦陂水開濬西湖作清河西湖共閘，三月初三日別潁州，十六日到揚州，夫立即停止舉行萬花會。九月下旬夫入京任兵部尚書兼侍讀。十一月十二日夫為鹵簿使，十三日夫參與南郊壇祭天。
元祐八年癸酉（1093年），在汴京。正月夫在禮部尚書任上。八月一日夫人卒年四六。至崇寧元年（1102年）閏六月二十與蘇軾合墓汝州郟城縣釣臺鄉上瑞里峨眉山。

## 傳銘
- 蘇軾〈祭亡妻同安郡君文〉。
- 蘇轍〈祭亡嫂王氏文〉。
- 蘇轍〈再祭亡嫂王氏文〉。
- 蘇軾〈減字木蘭花〉

春庭月午，搖盪香醪光欲舞。

步轉回廊，半落梅花婉娩香。

輕雲薄霧，總是少年行樂處。

不似秋光，只與離人照斷腸。